# CADASIL
Cerebral Autosomal Dominant Arteriopathy with Subcortical Infarcts and Leukoencephalopathy (CADASIL), neboli Autozomálně dominantní cerebrální arteriopatie se subkortikálními infarkty a leukoencefalopatií, je dědičné cerebrovaskulární onemocnění, při kterém dochází k postižení bílé hmoty mozkové následkem četných infarktů drobných tepen, obvykle v oblasti capsula externa, thalamu, bazálních gangliích, mozkovém kmeni, rovněž temporopolárně v mozkových hemisférách. Postihuje jedince starší 30 let, během průměrných 12 let doby přežití se rozvíjejí poruchy chůze a rovnováhy, bradykinéze a subkortikální demence.

## Klinický obraz a dědičnost
Poprvé bylo toto onemocnění popsáno, jako familiární multiinfarktová demence v roce 1977, gen zodpovědný za patogenezi CADASIL byl poté objeven v roce 1996. Anamnesticky je velmi často popisována migréna s aurou a časným počátkem. Podkladem pro neuropsychiatrické příznaky jsou recidivující subkortikální infarkty lakunárního typu. Zprvu jsou přítomny intenzivní migrenózní záchvaty, poruchy nálady, epileptiformní paroxysmy, případně psychóza. Stav posléze plíživě progreduje v rozvoj ataxie, pseudobulbárního syndromu, inkontinence, poruchám sluchu, zraku a řeči. Zpravidla je přítomna bradyfrenie, apatie a zpomalené psychomotorické tempo.
Rozlišují se celkem tři subtypy onemocnění, odlišující se svými příznaky i hereditou:
- Subtyp I., tranzitorní ischemické příhody, subkortikální demence, lakunární infarkty, mutace genu NOTCH3
- Subtyp II., velmi vzácná forma syndromu, příznačné jsou migrenózní obtíže a kognitivní deteriorace
- Subtyp III., úporné migrény, afektivní a psychotické poruchy; mutace v oblasti p13.1

Patofyziologických činitelem zodpovědným za rozvoj syndromu CADASIL je mutace na 19. chromozomu, NOTCH3, 19p13.13-19p13.12